# Joakim Brodén
Pour les articles homonymes, voir Broden.
Joakim Brodén est un chanteur tchéco-suédois, né le 5 octobre 1980 à Falun, en Suède. Il est connu pour être le frontman et le chanteur du groupe suédois de heavy metal et de power metal Sabaton ainsi qu'un de ses fondateurs.
Il est le compositeur du groupe et s'occupe également, avec l'aide de Pär Sundström (le bassiste du groupe, avec lequel il partage une passion pour l'Histoire, qui est le thème principal des paroles de Sabaton) de l'écriture des paroles.
Brodén est connu pour être un chanteur très énergique sur scène.

## Biographie

### Jeunesse (1980-1999)
Joakim Brodén est né le 05 octobre 1980 à Falun en Suéde, d'un père suédois Ulf Olof Brodén et d'une mère tchécoslovaque, Anna. Il a la double nationalité suédoise et tchécoslovaque. Il a déclaré être devenu un métalleux lorsqu'il avait cinq ou six ans après avoir vu le clip vidéo des Twisted Sister "We're Not Gonna Take it". Il a été un nageur de compétition dans son enfance.

## Discographie
- 2001 : Fist for Fight (démo) : chant
- 2005 : Primo Victoria : chant et clavier
- 2006 : Attero Dominatus : chant
- 2007 : Metalizer : chant et clavier
- 2008 : The Art of War : chant
- 2010 : Coat Of Arms : chant
- 2011 : World War Live - Battle of the Baltic Sea (Live) : chant
- 2012 : Carolus Rex : chant et clavier
- 2013 : Swedish Empire Live (Live) : chant
- 2014 : Heroes : chant et clavier
- 2016 : Heroes on Tour (Live) : chant
- 2016 : The Last Stand[5]
- 2019 : The Great War : chant
- 2022 : The War To End All Wars : chant
- 2022 : Weapons of the Modern Age : chant

## Collaborations
En 2011, Joakim est invité sur l'album Star of Delusive Hopes du groupe israélien de power metal Desert, sur le titre Lament for Soldier's Glory . La même année il chante sur le titre Primo Victoria de l'album Breaking The Silence du groupe de metal a cappella Van Canto (ce morceau étant lui-même repris de Sabaton) . En 2014 et 2015, il participe à deux albums du groupe de power metal Twilight Force respectivement Tales of Ancient Prophecies en 2014 et Gates of Glory en 2015),. En 2016 il chante sur la chanson Rise Of The Wise de Wisdom qui est issue de l'album du même nom. La même année, il chante avec le groupe Pain sur la chanson Call Me. En 2019, il chante avec le groupe Babymetal dans le single Oh! MAJINAI de l'album Metal Galaxy. En 2023, il participe à la chanson Pasadena 1994 de Nanowar of Steel.